# Katterbach (Ansbach)
Katterbach (fränkisch: Kadderba) ist ein Gemeindeteil der kreisfreien Stadt Ansbach (Mittelfranken, Bayern). Katterbach liegt in der Gemarkung Hennenbach.

## Geografie
Der Ort gliedert sich in das nordwestlich gelegene Dorf, an dem sich östlich die Katterbach-Kaserne anschließt, südlich der Flugplatz Ansbach-Katterbach und noch weiter südlich die Bismarckkaserne. Nördlich des Ortes entspringt der Hirnbach, der mit dem Schwarzenbach (links) zum Dürrnbach zusammenfließt, der ein linker Zufluss des Haselbachs ist. Im Süden liegt das Neukirchner Feld, wo der Milmersbach entspringt.
Die Bundesstraße 14 führt nach Obereichenbach (2 km westlich) bzw. nach Wicklesgreuth (4 km östlich). Gemeindeverbindungsstraßen führen nach Thurndorf (2 km nordöstlich), nach Untereichenbach (1,5 km südwestlich) und zur Staatsstraße 2246 bei Obereichenbach (1 km nordwestlich).

## Geschichte
Der Ort wurde 1303 als „Katerbach“ erstmals urkundlich erwähnt. Der Ortsname leitet sich vom Gewässernamen Katerbach ab, mit dem ein Bach bezeichnet wurde, der durch die Trockenlegung des Katterbacher Weihers versiegt ist. Die Bedeutung des Gewässernamens lässt sich nicht klären. Katterbach ist eine Höhensiedlung, die entstand, als der Eichenbachgrund bereits kultiviert war.
1460 überfiel Herzog Ludwig IX. von Bayern und dessen Verbündete den Ansbacher Markgrafen Albrecht Achilles. Dabei plünderte und zerstörte man durch Feuer u. a. Eyb und die benachbarten Dörfer Alberndorf, Grüb, Hirschbronn, Katterbach, Obereichenbach, Pfaffengreuth und Untereichenbach.
Im 16-Punkte-Bericht des Oberamtes Ansbach von 1684 wurden für Katterbach 5 Mannschaften verzeichnet. Grundherren waren das Hofkastenamt Ansbach (3), die Mendelschen Zwölfbrüderstiftung der Reichsstadt Nürnberg (1) und die seligen Erben des Kammerrats Hußwedel (1). Das Hochgericht und die Dorf- und Gemeindeherrschaft übte das brandenburg-ansbachische Hofkastenamt Ansbach aus.
Laut der Amtsbeschreibung des Pflegamtes Lichtenau aus dem Jahr 1748 zählte der Ort zur Hauptmannschaft Sachsen. Es gab fünf Untertansfamilien, von denen eine nürnbergisch war.
Gegen Ende des 18. Jahrhunderts gab es in Katterbach 6 Anwesen. Das Hochgericht und die Dorf- und Gemeindeherrschaft übte weiterhin das Hofkastenamt Ansbach aus. Grundherren waren das Hofkastenamt Ansbach (2 Höfe mit Tafernwirtschaften), der Ansbacher Eigenherr von Knebel (1 Hof) und die Mendelsche Zwölfbrüderstiftung (1 Hof). Neben den Anwesen gab es noch kommunale Gebäude (Hirtenhaus, Brechhaus). Es gab fünf Untertansfamilien, von denen vier ansbachisch waren. Von 1797 bis 1808 unterstand der Ort dem Justiz- und Kammeramt Ansbach.
1806 kam Katterbach an das Königreich Bayern. Im Rahmen des Gemeindeedikts wurde 1808 der Steuerdistrikt Katterbach gebildet, zu dem Fischhaus, Gebersdorf, Neukirchen, Obereichenbach und Wengenstadt und Wippendorf gehörten. Die Ruralgemeinde Katterbach entstand 1811 und war deckungsgleich mit dem Steuerdistrikt. Sie war in Verwaltung und Gerichtsbarkeit dem Landgericht Ansbach zugeordnet und in der Finanzverwaltung dem Rentamt Ansbach.
Mit dem Zweiten Gemeindeedikt (1818) wurde die Ruralgemeinde Katterbach aufgelöst:
- Neukirchen kam zur Ruralgemeinde Eyb;
- Fischhaus, Katterbach, Obereichenbach und Wengenstadt zur Ruralgemeinde Hennenbach;
- Gebersdorf und Wippendorf zur Ruralgemeinde Weihenzell.

1935 wurde mit dem Bau des Flugplatzes begonnen, der bis in die Kriegsjahre hinein die Bezeichnung „Ansbach-Neukirchen“ getragen hat. Am 21. Juli 1936 war Richtfest am Flugplatz Katterbach und im November 1936 wurde die 5. Staffel des Kampfgeschwaders 155 von Gablingen und Giebelstadt nach Ansbach verlegt. Am Ende waren in Ansbach drei Staffeln und ein Nachrichtenzug stationiert. Die in Ansbach stationierten Luftwaffenteile wurden unter der Bezeichnung „Kampfgeschwader 53 (KG 53)“ zusammengefasst und erhielten am 12. Juni 1939 den Traditionsnamen „Legion Condor“. Nach dem Kriegsende bis heute wurde der Stützpunkt und das Flugfeld Katterbach von den US-Streitkräften ausgebaut und „katterbach village“ am Südrand des Flugfeldes neu erbaut. Die Gebäude entlang der Bundesstraße sind im Wesentlichen noch die Wehrmachtsbauten.
Am 1. Juli 1972 wurde die Gemeinde Hennenbach mit zugehörigen Gemeindeteilen im Zuge der Gebietsreform in Bayern in die Stadt Ansbach eingegliedert.

### Baudenkmäler
- Haus Nr. 7 (Gasthaus Zum roten Roß): Zweigeschossiger Massivbau mit Krüppelwalm und Stichbogenportal, bezeichnet 1766[15]
- Ehemaliger Fliegerhorst[15]

### Einwohnerentwicklung
| Jahr      | 001818 | 001840 | 001861 | 001871 | 001885 | 001900 | 001925 | 001950 | 001961 | 001970 | 001987 |
| Einwohner | 68     | 70     | 83     | 72     | 73     | 70     | 77     | 343    | 245    | 58     | 43     |
| Häuser    | 9      | 9      |        |        | 11     | 10     | 9      | 9      | 13     |        | 13     |
| Quelle    | [ 17 ] | [ 18 ] | [ 19 ] | [ 20 ] | [ 21 ] | [ 22 ] | [ 23 ] | [ 24 ] | [ 25 ] | [ 26 ] | [ 1 ]  |

## Militärstützpunkt der U.S. Army
Katterbach ist ein Standort der U. S. Army. 2007 waren dort rund 2000 Soldaten der 4. Heeresfliegerbrigade der 1. Infanteriedivision stationiert.
Im März 2007 berichteten die Nürnberger Nachrichten, der Standort solle erweitert werden.
Am 29. April 2015 gab die U. S. Army im Zusammenhang mit der Umstrukturierung der 12. Kampfhubschrauberbrigade eine umfangreiche Truppenreduzierung bekannt.
Anwohner klagen (Stand Ende 2017) über den Fluglärm nachts startender und landender Helikopter.

## Religion
Der Ort ist seit der Reformation evangelisch-lutherisch geprägt und bis heute nach St. Johannis (Ansbach) gepfarrt. Die Einwohner römisch-katholischer Konfession sind nach St. Ludwig (Ansbach) gepfarrt.